# カレル・ペトル

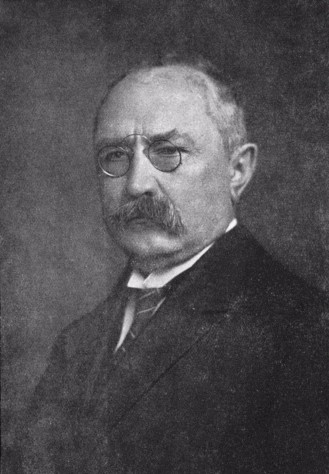
カレル・ペトル

カレル・ペトル（捷: Karel Petr、チェコ語発音: [ˈkarɛl ˈpɛtr̩]、1868年6月14日 – 1950年2月14日
）はチェコの数学者。20世紀前半のチェコ数学者の中で最も有名な人物の一人である。 

## 経歴
オーストリア＝ハンガリー帝国のZbyslavで生まれた。
ペトルはユークリッド幾何学の定理であるペトルの定理を、1905年にチェコ、1908年にドイツで証明したことで知られる。この後、1940年にジェス・ダグラス、1941年にベルンハルト・ノイマンが独自に再発見した。
エドアード・チェックはプラハ・カレル大学におけるペトルの博士課程指導学生である。他にペトルはボフミル・ビドジョフスキー、ヴァーツラフ・ハラヴァティーの博士課程も教導している。チェコスロバキアのプラハで没した。